# Swędzieniejewice
Swędzieniejewice – wieś w Polsce położona w województwie łódzkim, w powiecie zduńskowolskim, w gminie Zapolice.
W latach 1975–1998 miejscowość administracyjnie należała do województwa sieradzkiego.
1 stycznia 1975 roku część obszaru wsi Swędzieniejewice (246 ha) włączono do Zduńskiej Woli.